# Мадам Грицацуева
Мадам Грицацуева — один из второстепенных персонажей романа «Двенадцать стульев». Образ Грицацуевой стал нарицательным, а фраза Бендера о ней: «Знойная женщина — мечта поэта» — крылатой.

## История создания образа
Прототипом мадам Грицацуевой была тучная женщина, на которой женился прототип Остапа Бендера — Осип Беньяминович Шор. Эта женщина держала лавку и женитьба на ней была выгодна Осипу Шору в голодные времена.
Фамилия Грицацуева авторами выбрана «говорящей», что относится к именам-характеристикам и использовано для достижения комизма.
Лидия Яновская сравнивала образ Грицацуевой с образом Коробочки из повести «Похождения Чичикова» Михаила Булгакова.
В описании жилища Грицацуевой во время сцены свадьбы с Бендером использована аллюзия на стихотворение А. С. Пушкина «Чертог сиял…», включаемое в «Египетские ночи» (Одесский, Фельдман).

## Образ в романе
О прошлом мадам Грицацуевой почти ничего не известно. Мадам Грицацуева — вдова инвалида Империалистической войны т. Грицацуева. Жила в Старгороде на ул. Плеханова, 15. После революции товарищу Грицацуеву в качестве материальной помощи от местных властей достался один из двенадцати стульев Кисы Воробьянинова. Ради этого стула Остап Бендер женился на мадам Грицацуевой. Добыть стул обманом или просто украсть его у бедной вдовы Бендер посчитал ниже своего достоинства; исчезнуть на другой день после свадьбы и прихватить на память стул и золочёное чайное ситечко — совсем другое дело.
В дальнейшем мадам Грицацуева-Бендер и её второй муж встретились лишь однажды, в Москве, после того, как фамилия Бендера случайно попала в прессу и покинутая жена напала на след супруга. Попытка вернуть семейное счастье провалилась, Остапу удалось уйти от погони.
О жизни Грицацуевой после «Двенадцати стульев» нет данных. В главе XII «Гомер, Мильтон и Паниковский» романа «Золотой телёнок» Бендер вскользь упоминает о Грицацуевой.

Ещё недавно Старгородский ЗАГС прислал мне извещение о том, что мой брак с мадам Грицацуевой расторгнут по заявлению с её стороны...

## Экранизации
| Исполнители роли        | Режиссёр            | Дата выхода на экран |
| ----------------------- | ------------------- | -------------------- |
| Валентина Савельева     | Александр Белинский | 1966                 |
| Наталья Крачковская     | Леонид Гайдай       | 1971                 |
| Лидия Федосеева-Шукшина | Марк Захаров        | 1976                 |
| Нина Усатова            | Максим Паперник     | 2004                 |

### Фильм Гайдая
В фильме Леонида Гайдая 1971 года «12 стульев» роль мадам Грицацуевой исполнила Наталья Леонидовна Крачковская. Её с Гайдаем познакомил муж — звукооператор «Мосфильма», который работал в съёмочной группе фильма.
До роли Грицацуевой у Крачковской был шестилетний перерыв в работе, и съёмки в «Двенадцати стульях» позволили ей продолжить кинокарьеру. Роль мадам Грицацуевой стала для актрисы «визитной карточкой», а рассказ о съёмках фильма стал отдельным номером в репертуаре актрисы. После этой роли Гайдай в дальнейшем стал приглашать Крачковскую на съёмки в свои фильмы.
На роль Грицацуевой у Гайдая также пробовались Нонна Мордюкова и Галина Волчек, но режиссёр никак не мог подобрать нужный типаж, объясняя, что хочет подобрать актрису, похожую на жену звукооператора Крачковского, и не зная о том, что та уже имеет опыт киносъёмок. Роль уже собирались отдавать Волчек, так как Мордюкова казалась Гайдаю несмешной, но затем утвердили Крачковскую.
Когда Гайдай предложил пробы последней, то выбрал для них немую сцену, причём платья нужного размера не нашлось, и его разрезали на спине, прикрыв платком разрез. Партнёр по пробам был застенчив, и сцена вышла наоборот: Грицацуева обольщает Бендера, причём в порыве страсти Крачковская сорвала платок на спине и повернулась разрезом к кинокамере, что вызвало смех съёмочной группы и смущение актрисы.
Дублёршу для съёмок сцены в Доме народов найти не удалось из-за комплекции, и Крачковская сама выполняла трюки, что привело к мелким травмам. В одной из сцен, когда Крачковская бегала по лестницам, Гомиашвили удержал её за руку, когда актриса выбежала из темноты на свет. В другой сцене ей пришлось прыгать головой вниз на небольшой по размерам матрас, и первый дубль не удался из-за того, что заело камеру.

### Новогодний мюзикл
В новогоднем мюзикле «12 стульев», который снимал украинский телевизионный канал «Интер», роль Грицацуевой должен был исполнять Андрей Данилко («Верка Сердючка»), но роль затем отдали Нине Николаевне Усатовой.
Сперва Данилко был согласен на эту роль, но его партнёр по съёмкам Николай Фоменко, который играл в этом мюзикле Остапа Бендера, заявил, что не будет целовать переодетого мужчину, что по сценарию должно было произойти в сцене свадебной церемонии. После этого Данилко отказался от роли, так как и до этого у них с Фоменко были неприязненные отношения
Также роль Грицацуевой в этом мюзикле предлагали Руслане Писанке как подходящей по фактуре и возрасту, но отказали ей в роли за четыре дня до начала съемок из-за того, что она работала на конкурирующем телевизионном канале — НТВ.

## Театральные постановки

### Мюзикл Кеосаяна
В мюзикле «12 стульев», который поставил Тигран Кеосаян, характер мадам Грицацуевой был кардинально изменён по сравнению с романом. В нём Грицацуева не проклинает Бендера, продолжает сильно его любить и не верит в его смерть, о которой прочитала в газете. Роль Грицацуевой в этом мюзикле исполнила Виктория Пивко.
По словам Кеосаяна, Грицацуева в мюзикле не столько комическая, сколько лирическая героиня. Для этого лирическая линия была усилена. По словам композитора мюзикла Игоря Зубкова ария мадам Грицацуевой одновременно звучит и очень драматично, и очень смешно.
Также была изменена внешность персонажа: в мюзикле это не тучная женщина, а стройная интересная блондинка с длинными ногами.
В рецензии на этот мюзикл, вышедшей в газете «Известия» 10 ноября 2003 года, образ Грицацуевой подвергся критике:
Мадам Грицацуева из немолодой провинциальной вдовы с массивным задом превратилась в шикарную гризетку, влюбленную, похоже, не в Бендера, а в графа Захер-Мазоха: по крайней мере, в сцене расставания с Остапом она поет «распни меня над пропастью и причини мне боль», а также собирается «со вскрытой веною ползти к венцу». Что она так убивается, не очень понятно, ведь с сыном турецкоподданного она познакомилась полтора куплета назад и даже рассмотреть его толком не успела.

А в рецензии в «Новой газете» от 10 ноября 2003 года весь мюзикл назвали «соцзаказом мадам Грицацуевой»: 
Но когда покинутая мадам Грицацуева восходит по сценической конструкции (нечто в духе Мейерхольда, сколоченное из подмосковного горбыля), на полном серьезе исполняя романс о любви и тоске, достойный развлекательной программы среднего круиза, вдруг видишь, что именно мадам Грицацуева, понимающая себя всерьез, и была потенциальным заказчиком этого спектакля.
На неё, беднягу, у нас работает целая индустрия: от Андрея Разина до Житинкина. И «Двенадцать стульев» в аранжировке Цекало и Кеосаяна - не всенародное достояние. Спектакль - строго адресный. Для этого сектора.

### Другие постановки
В спектакле «Двенадцать стульев», поставленном в Театре сатиры, роль Грицацуевой исполнила Светлана Николаевна Харитонова.
В спектакле «12 стульев», поставленом Российским независимым театром, роль Грицацуевой играет Руслана Писанка.
В спектакле «Бриллиантовый дым», который поставил режиссёр Виктор Шулаков в Донецком музыкально-драматическом театром имени Артема, роль Грицацуевой исполняет Елена Мартынова.

## Скульптуры и памятники
В парковом комплексе села Комаров возле Винницы предпринимателем Павлом Стягайло и художником Сергеем Баглаем создана серия памятников героям произведений Ильфа и Петрова. Мадам Грицацуева — один из них.